# Reiter-Maler

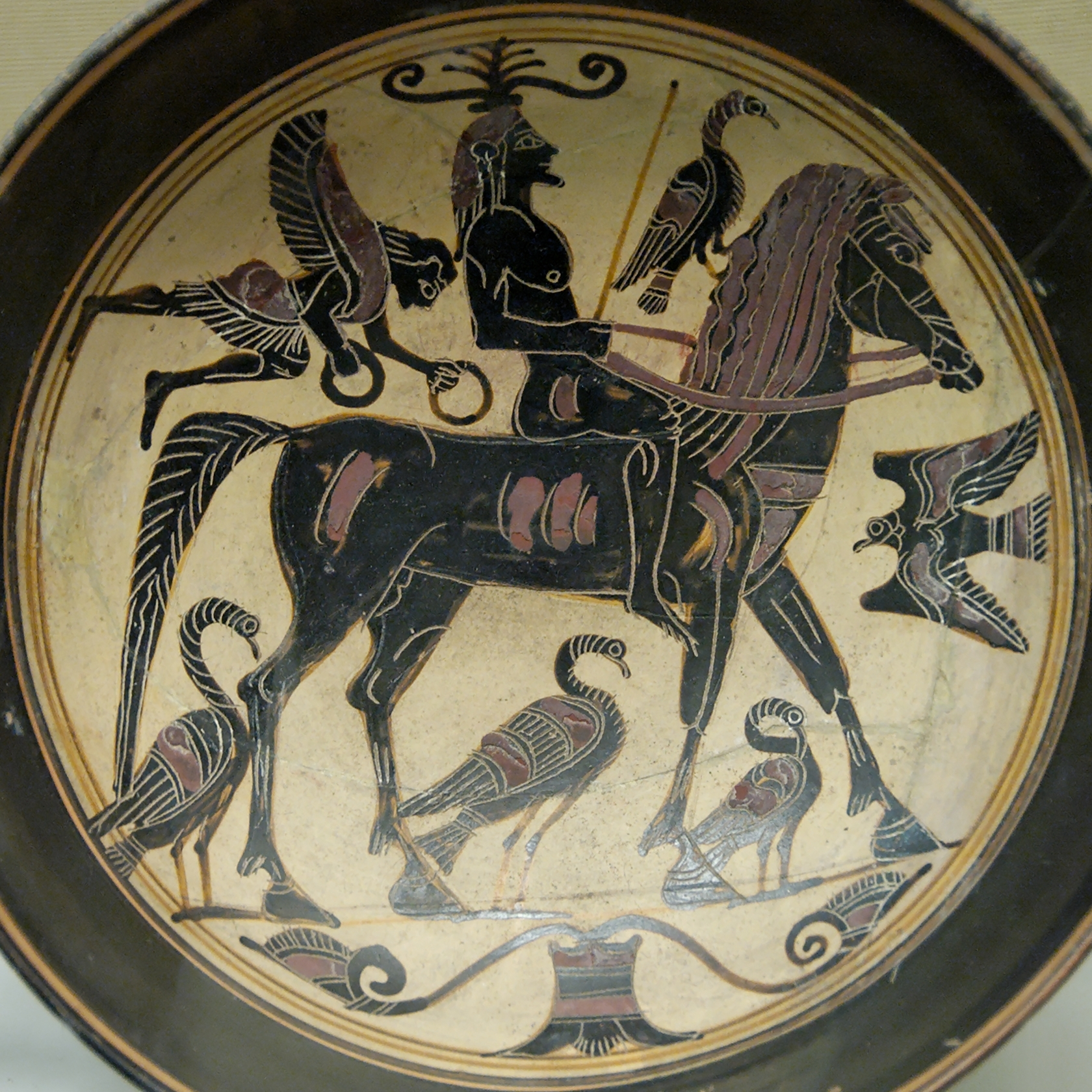
Namenvase des Reiter-Malers. Reiter, der von einer geflügelten Figur (Nike ?) begleitet wird. Schale, um 550–530 v. Chr., London, Britisch Museum B 1

Als Reiter-Maler (englisch Rider Painter) wird ein lakonischer Vasenmaler des 6. Jahrhunderts v. Chr. bezeichnet.
Der Reiter-Maler bekam seinen Notnamen nach der Darstellung eines Bildes mit einem Reiter. Er verzierte verschiedene Formen, darunter für Sparta seltene Lebetes (Dinoi), vor allem aber Schalen. Die Werke wurden in erster Linie für den Export gefertigt, nicht eines seiner Werke wurde in Lakonien gefunden. Die noch nicht lokalisierte Werkstatt befand sich womöglich in einer der Periökensiedlungen. Da sich Malerhandschriften und Eigenheiten in der Form oftmals überschneiden, wird davon ausgegangen, dass der Reiter-Maler und auch die anderen Vasenmaler Lakoniens auch die Töpfer ihrer Bildträger waren. Neben dem Arkesilas-Maler, dem Boreaden-Maler, dem Jagd-Maler und dem Naukratis-Maler gilt der Künstler als einer der fünf bedeutendsten Vasenmaler Lakoniens, wenngleich er den anderen in der Kunstfertigkeit etwas nachsteht. Er zeigt vor allem Szenen aus der Mythologie, etwa die Blendung des Polyphem, Kadmos oder Herakles. Daneben zeigt er Bilder aus dem Alltag wie Komasten oder den namengebenden Reiter. Die Werke werden in die Zeit zwischen 550 und 530 v. Chr. datiert.